# Типи

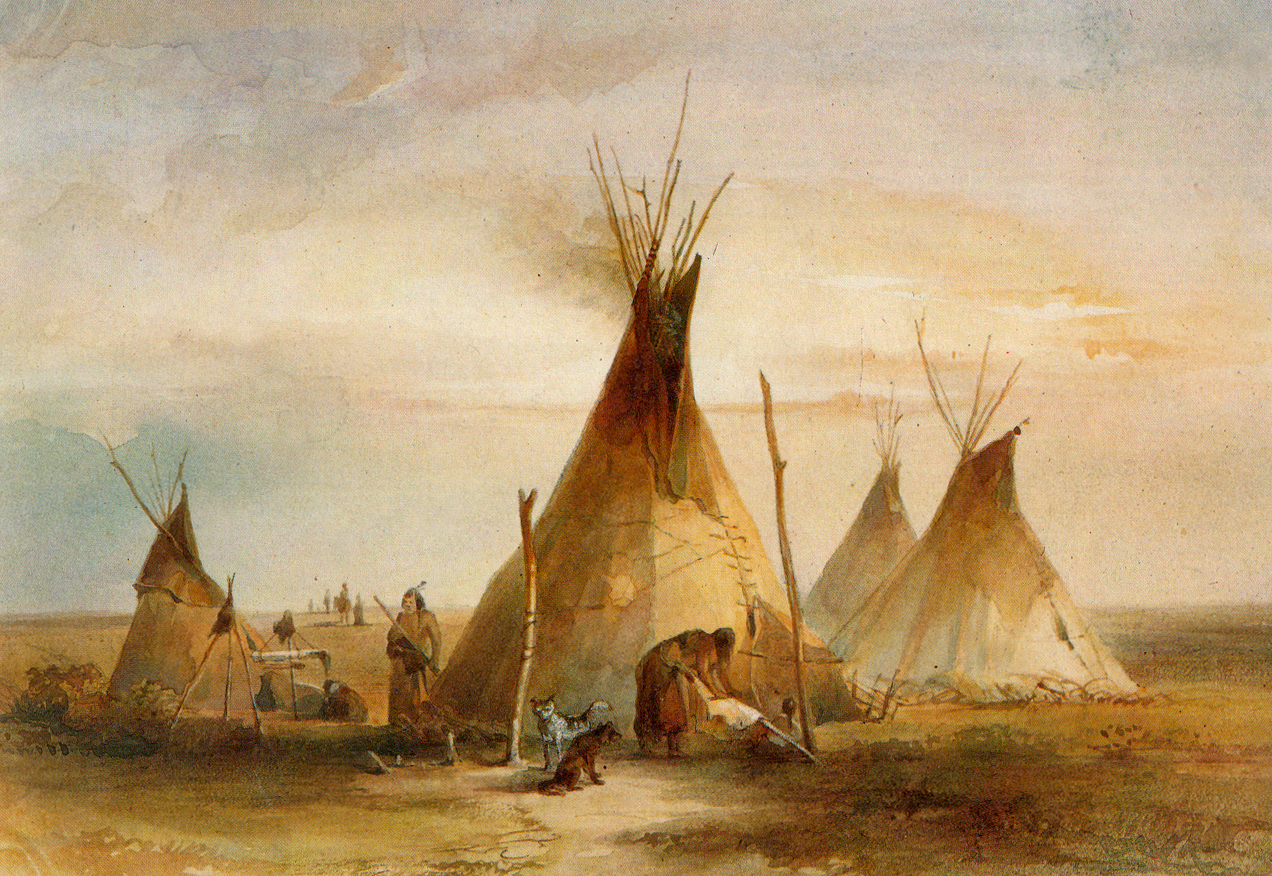
Типи племени сиу. Карл Бодмер, 1833 год

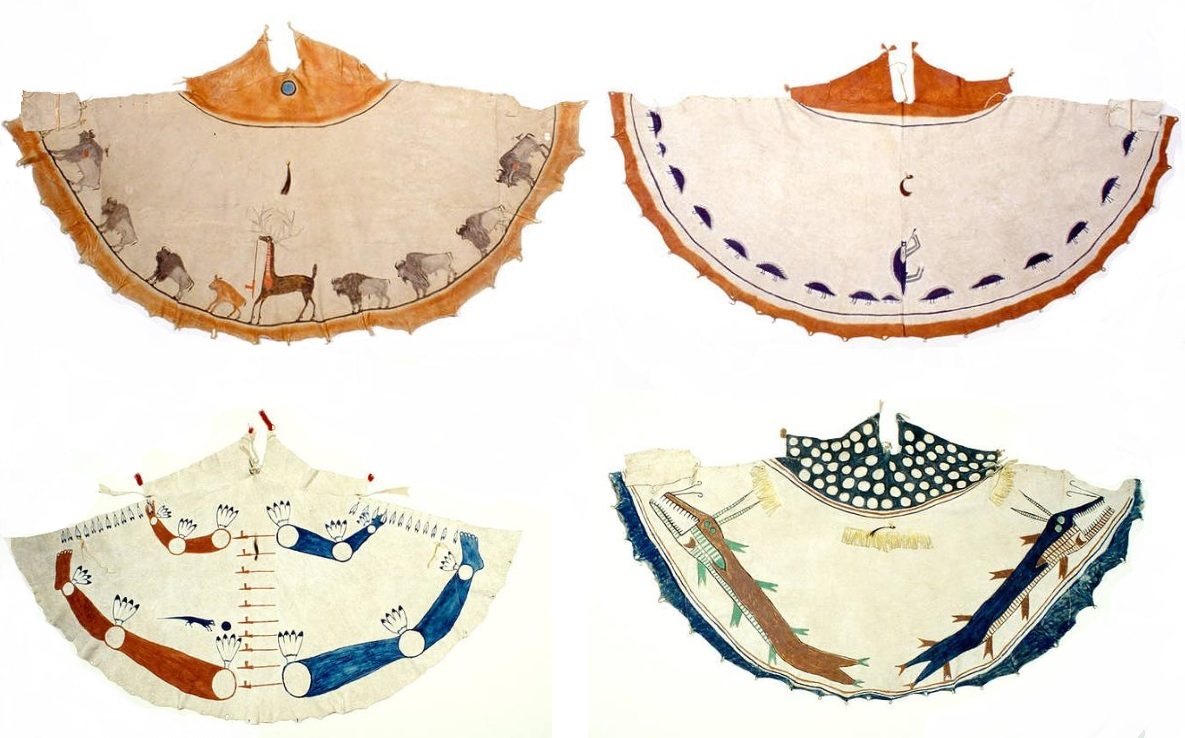
Покрышки типи племени кайова

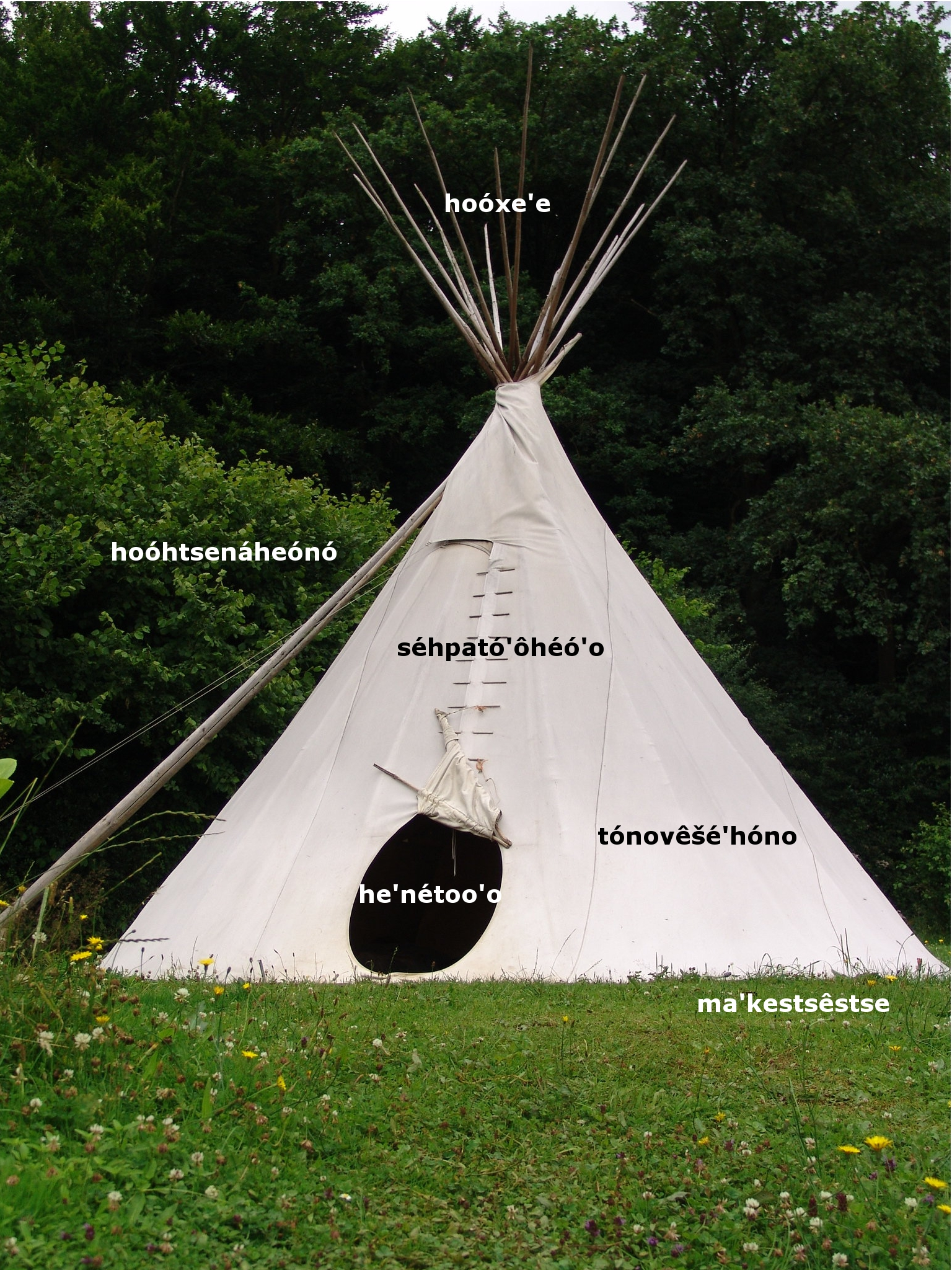
Терминология vée'e (типи) шайеннов

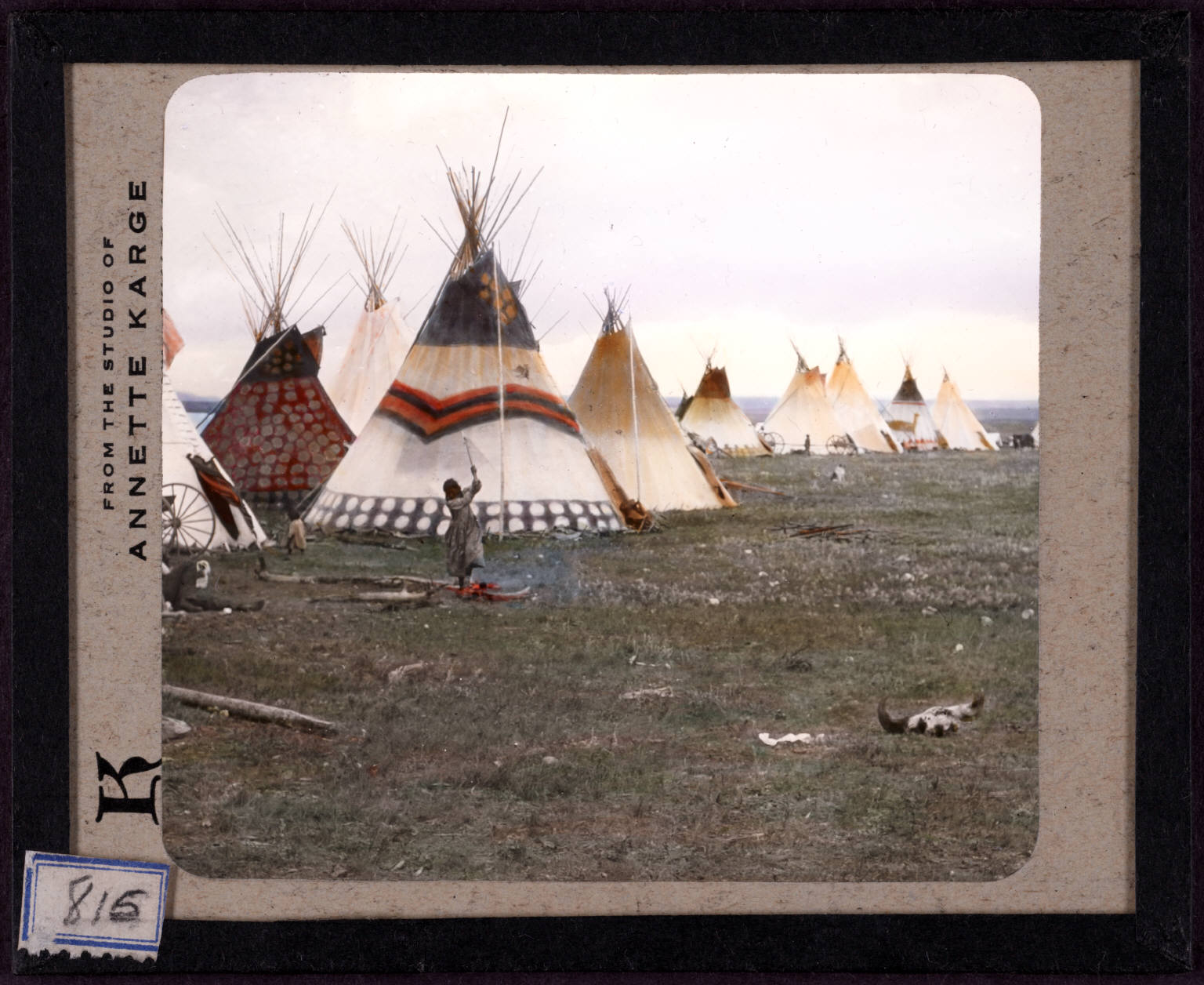
Орнаментация. Прямо — Орлиное типи, левее — Звёздное типи, черноногие, Монтана, США.

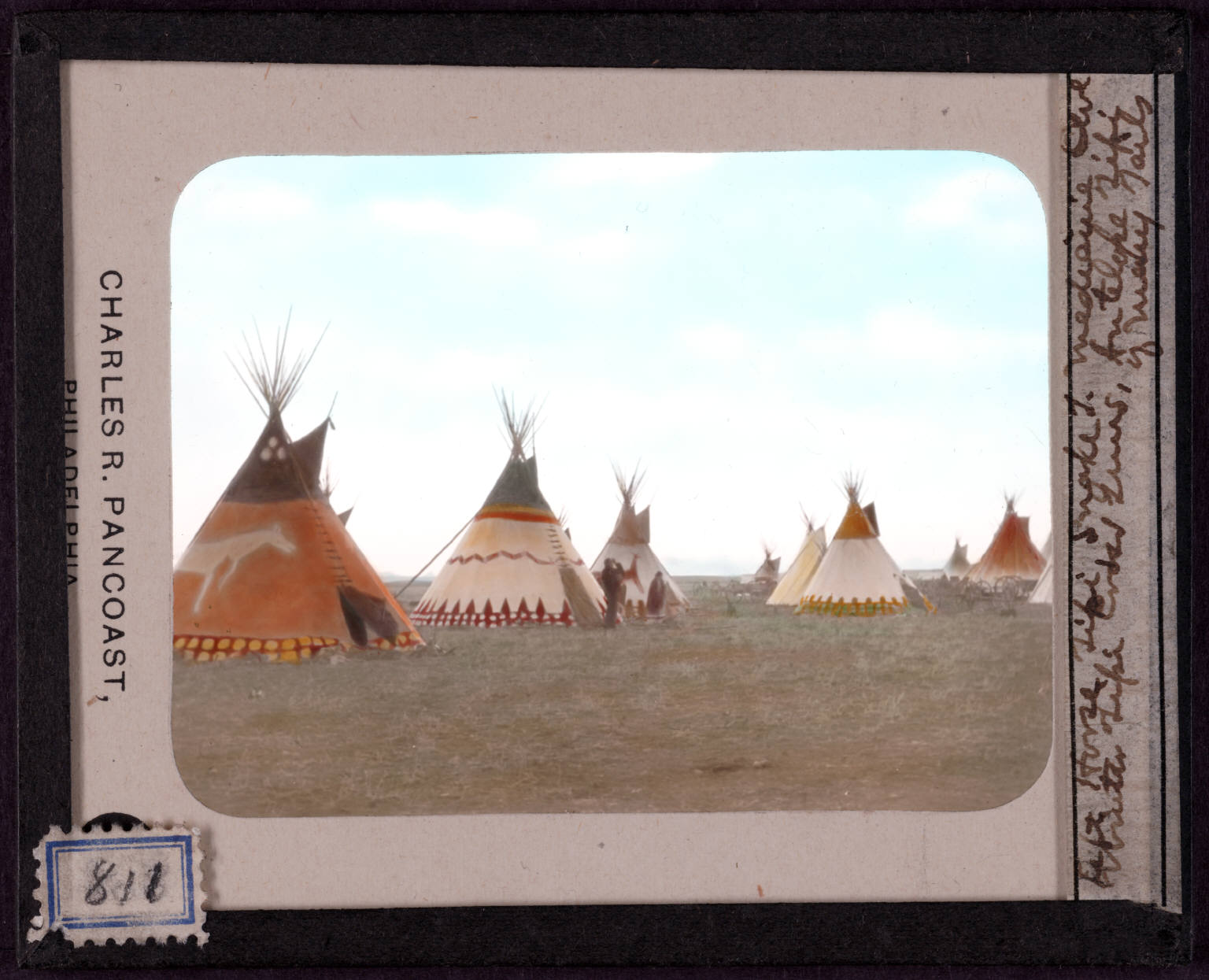
Лошадиное типи — слева, Змеиное типи, Антилопы и Зимнее типи, черноногие, Монтана, США.

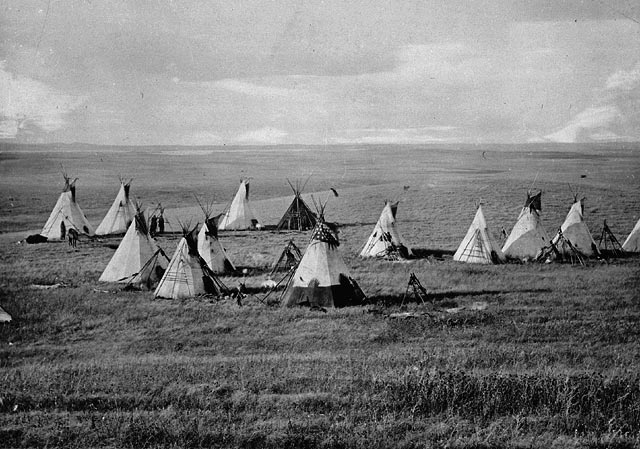
Лагерь кри, 1871 г.

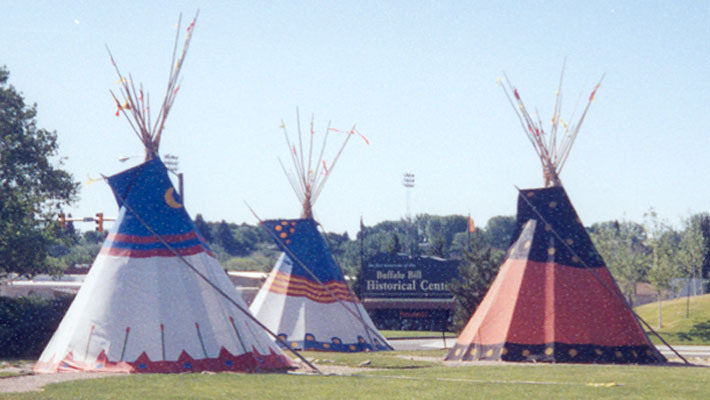
Современные типи

Ти́пи (англ. tipi, tepee, teepee) — повсеместно принятое название для традиционного переносного жилища кочевых индейцев Великих равнин. Этот тип жилища использовался также горными племенами Дальнего Запада, на Юго-Западе, оседлыми племенами окраин степи в период охоты. В позднее время его часто применяли и в лесных регионах.
На языке сиу, однако, thípi [ˈtʰipi] означает любое жилище, а для этого вида палатки имеется особое слово — wi-. В других индейских языках имеются свои названия для типи: так, оджибве называют их nasa´ogan. В популярной культуре типи часто называют вигвамом.

## Конструкция типи
Типи имеет форму прямого или слегка наклонённого назад конуса или пирамиды высотой 4—8 м (обычно 6—7 м), с диаметром в основании 3—6 м. Каркас собирается из шестов длиной от 4 до 7 метров, сосновых — на северных и центральных равнинах и из можжевельника — на южных. Покрышка традиционно сшивалась из сыромятных кож бизонов и реже — оленей. В зависимости от размера, для изготовления типи требовалось от 10 до 40 кож. Позднее, с развитием торговли с европейцами, чаще использовалась более лёгкая парусина. Так как ткань огнеопасна, а кожу грызут собаки, то могут быть и комбинированные покрышки: в верхней части — оленья кожа, а внизу — парусина. Стороны покрышки скрепляются деревянными палочками-булавками, а низ привязывается к колышкам, вбитым в землю, но так, что остаётся щель для прохода воздуха. Сверху находится дымовое отверстие, с двумя лопастями — дымовыми клапанами, которыми регулируют тягу дыма очага с помощью особых шестов, закреплённых за их верхние углы. Часто для этого имелись ещё и ремни, растягивающие клапаны за нижние углы. У типи канадских чипевайанов единое лунообразное или прямоугольное полотнище клапанов не прикреплено к покрышке, и поэтому может вращаться двумя шестами вокруг дымового отверстия на 360°. В качестве верёвок традиционно использовались ремни из сыромятной кожи (rawhide).
Внутри типи от места соединения шестов спускается к земле ремень, который привязан к колышку или к двум, вбитым накрест, служащим якорем на случай сильного ветра. В нижней части помещения, вдоль стен, обычно, имеется дополнительная подкладка шириной 1,4—1,7 м, создающая больший комфорт, изолируя находящихся внутри от потока наружного воздуха, который поступает из-под низа покрышки. Иногда натягивают соединённый с подкладкой полукруглый потолок «озан», спасающий от капель дождя и задерживающий тёплый воздух. Сетон-Томпсон рекомендовал прикрывать от сильного дождя дымовое отверстие круглой покрышкой, закреплённой на вершине  шестов (но достаточно коротких), наподобие того, как племена, живущие у Миссури, прикрывали отверстия в крышах их жилищ круглыми кожаными лодками («storm cap», «bull-boat», «shield»).
В разных племенах имеются свои особенности конструкции этого жилища. Они различаются количеством главных опорных шестов (3 или 4), порядком соединения шестов, формой пирамиды из шестов (прямая или наклонная), формой основания (круглая, овальная, яйцевидная), способом раскроя покрышки и формой дымовых клапанов, способом соединения клапанов и шестов (с помощью отверстий на углах или особых кармашков).
При необходимости типи могут соединять попарно или в большем количестве, вплотную или на некотором расстоянии. Практикуется также соединение с обычной палаткой.

## Использование типи
Типи является неотъемлемой частью быта и культуры кочевых индейцев. Главным преимуществом типи была его мобильность. Транспортировку в разобранном виде, которая в доколониальную эпоху осуществлялась преимущественно усилиями женщин и собак, отягощали не только длинные шесты (за которыми надо было отправляться в лесные районы), но и тяжесть самой кожаной покрышки. Поэтому типи тогда были не очень большими, а покрышки могли разбираться на части. С появлением лошадей эта проблема не только устранилась, но и стало целесообразно увеличить размер типи, благодаря использованию более длинных шестов. Таким образом диаметр типи мог быть доведён в основании до 5 метров, а в исключительных случаях — до семи. При этом транспортировка обычно осуществлялась двумя или тремя лошадьми; длинные шесты каркаса (не менее пяти метров) формировали волокушу — травуа, перевозимую лошадьми, и на которой компактно размещался пакет самой покрышки, а также другие предметы быта.
Типи принято ставить входом на восток, но это правило не соблюдается, если палатки поставлены по кругу. Небольшой наклон, имеющийся у некоторых видов типи, позволял выдерживать сильные западные ветра Великих Равнин. Относительная водонепроницаемость, хорошая (не всегда) вентиляция, высокая скорость сборки и разборки, мобильность — всё это сделало типи популярным среди индейцев Северной Америки.
Современное использование типи индейцами ограничивается в основном консервативно настроенными семействами и использованием на празднествах. Но они применяются также в исторических реконструкциях, индеанистами и в сфере туризма. Выпускаются и туристические палатки с аналогичным названием, конструктивно похожие на традиционное типи или на внешне похожие на них армейские палатки «bell tent» XIX века.

## Типи в культуре
Занимая очень важное место в жизни индейцев, типи «обросли» и большим культурным шлейфом. Даже имеющий сугубо прагматическое назначение вход с восточной стороны имеет своё поэтическое объяснение. «Это для того, — говорят индейцы племени черноногих, — чтобы, выходя утром из типи, первым делом поблагодарить солнце». Заключая в своей конструкции священный для индейцев круг, оно заняло высокое положение между кочевым бытом и элементами природы, стало символом всего индейского мира. С ним могло олицетворяться всё что угодно: и циклические сезонные миграции бизоньих стад, и круговой годичный цикл, и даже расположение остальных типи в лагере целиком отождествлялось с ним. Пол в типи символизирует собой землю (в особенности часть непокрытой земли, служившей чем-то вроде домашнего алтаря), стены — небо, а шесты каркаса — тропинки от земли в мир духов. 

### Этикет
Комфорт в несколько стеснённых условиях обеспечивался посредством точного, но очень тонкого этикета. Мужчинам полагалось находиться в северной части типи, женщинам — в южной. В типи принято двигаться по часовой стрелке (по солнцу). Гости, особенно впервые пришедшие в жилище, должны были размещаться в женской части, не заходя за алтарь. Неприличным считалось прохождение между центральным очагом и кем-то ещё, поскольку считалось, что так человек нарушает связь присутствующих с очагом. Чтобы пройти на своё место люди, по возможности должны были проходить за спинами сидящих (мужчины направо от входа, женщины соответственно налево). Заходить за заднюю часть типи, что означало прохождение за алтарём, возбранялось, во многих племенах считалось, что только хозяин типи имеет право заходить за алтарь. Особых ритуалов покидания типи не было, если человек хотел уйти — он мог это сделать сразу без лишних церемоний, однако за неучастие в важных собраниях его потом могло ждать наказание.

### Декор
Большая часть типи в лагере не раскрашивалась. Раскрашиваемые типи оформлялись в соответствии с традиционным декором племени и зачастую представляли собой стилизованное изображение явлений природы и животных. Преобладающий мотив — нечто символизирующее землю, по нижнему краю типи, верх, соответственно, небо. Иногда изображался личный опыт хозяина типи, полученный на охоте, войне или в пути. Большое внимание уделялось снам и видениям, образы из которых так же могли быть перенесены на холст типи.
Красный цвет символизировал землю и огонь. Им могли изображаться горы, прерия, степной пожар и так далее. Жёлтый цвет — цвет камня, а также молнии, которая часто изображалась линией, идущей от вершины. Белый цвет помимо воздуха, пустого пространства, мог означать воду. Чёрный и синий — небо.
Помимо рисунка типи могли украшаться подвесными амулетами; медальонами, выполненными традиционной вышивкой иглами дикобраза; военными или охотничьими трофеями; бизоньими хвостами; рогами и различными поделками. В ход шли и обрезки шкур животных. В более позднее время стали применяться и бисерные украшения.